# ریسون (آرکانزاس)
ریسون (آرکانزاس) (به انگلیسی: Rison, Arkansas) یک شهر در ایالات متحده آمریکا با جمعیت ۱٬۳۴۶ نفر است که در آرکانزاس واقع شده‌است.

## موقعیت جغرافیایی
موقعیت جغرافیایی شهرها و مناطق اطراف به شرح زیر است: